# Никитино (Судогодский район)
Никитино — деревня в Судогодском районе Владимирской области, входит в состав Головинского сельского поселения.

## География
Деревня расположена в 3 км на север от центра поселения посёлка Головино и в 31 км на запад от райцентра города Судогда.

## История
В конце XIX — начале XX века деревня входила в состав Погребищенской волости Владимирского уезда, с 1926 года — в составе Улыбышевской волости.
В 1859 году в деревне числилось 27 дворов, в 1905 году — 51 дворов, в 1926 году — 62 хозяйств.
С 1929 года деревня входила с состав Головинского сельсовета Владимирского района, с 1965 года — Судогодского района, с 2005 года — в составе Головинского сельского поселения.

## Население
| 1859 | 1905 | 1926 |
| ---- | ---- | ---- |
| 204  | 272  | 302  |

| 1859 | 1905 | 1926 | 2002 | 2010 | 2021 |
| ---- | ---- | ---- | ---- | ---- | ---- |
| 204  | ↗272 | ↗302 | ↘8   | ↗9   | ↘7   |